# Badgasse 3 (Volkach)

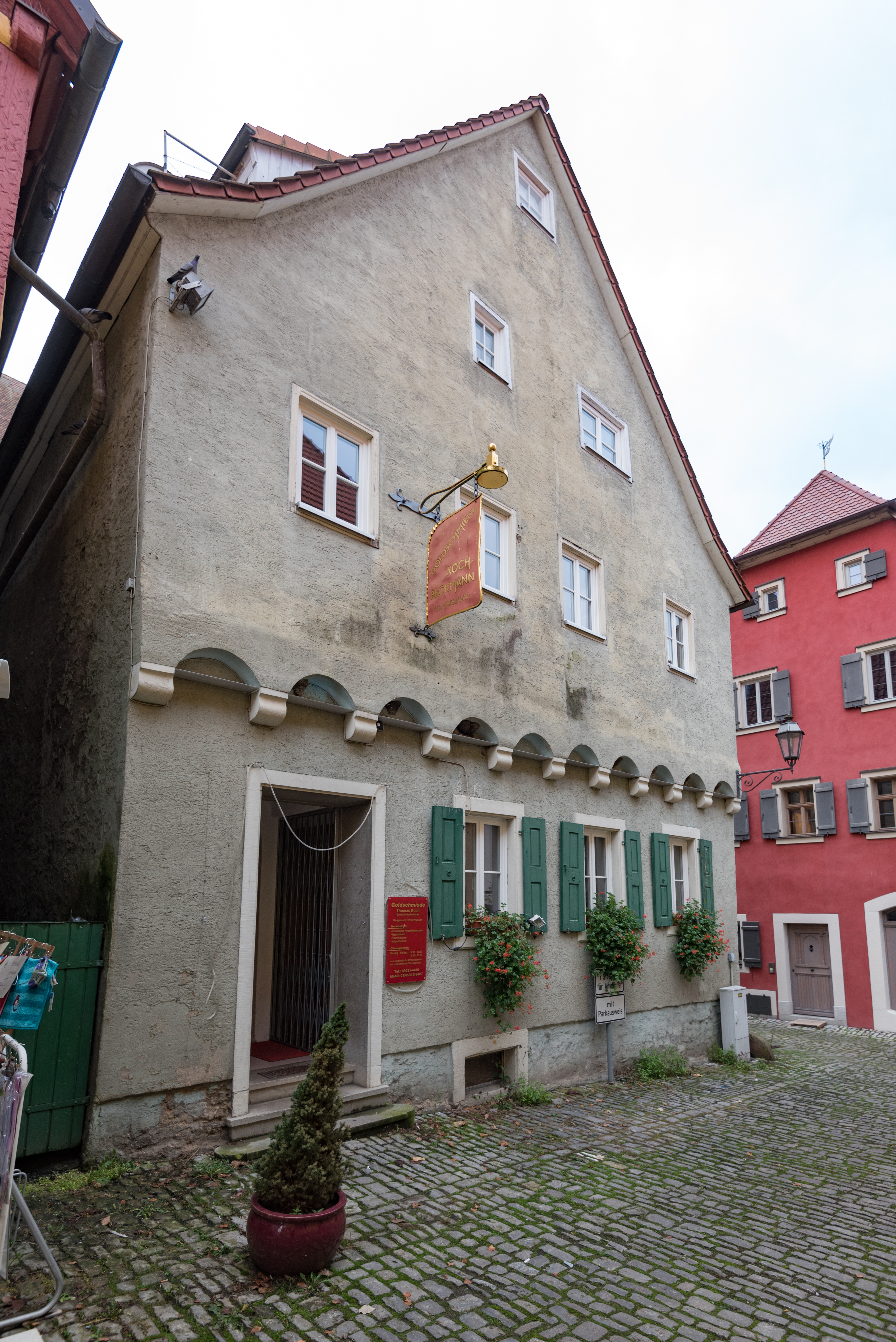
Das Haus in der Badgasse 3

Das Haus Badgasse 3 (früher Hausnummer 52) ist ein denkmalgeschütztes Gebäude in der Kernstadt des unterfränkischen Volkach. 

## Geschichte
Das Haus in der heutigen Volkacher Badgasse stammt im Kern aus der Zeit zwischen 1550 und 1600 und gehört damit zu den älteren Häusern im Volkacher Stadtkern. Erstmals ist 1698 ein Eigentümer für das Haus nachweisbar. Es handelte sich um den Häcker Andreas Marquart, der das „Wohnhaus am Kirchhoff“ besaß. Um 1713 starb Marquart und seine Witwe erhielt das Anwesen. In den Jahren 1730 und 1736 ist der Schmied Ferdinand Büttl hier nachweisbar. Wahrscheinlich ist, dass zu diesem Zeitpunkt auch der Verkauf seiner Produkte am Haus vorgenommen wurde.
Erst Valentin Börtlein wandelte das Haus um 1771 in ein reines Wohnhaus um. An der Wende zum 19. Jahrhundert hatte Christoph Börtlein, ein Büttner, das Anwesen inne. Er zahlte 1811 eine Taxe von 586 ½ Gulden an die Stadt. 1823 übernahm der Schreiner Barthel Heilmann das Haus. Er übergab 1843 seinem Sohn Adam das Haus, zu dem zu diesem Zeitpunkt ein Stall in Richtung der Kirchgasse und zwei Kühe gehörten. 1897 besaß Joseph Berz das Haus in der Badgasse.
Erst mit dem Besitzerwechsel des Jahres 1900 blieb das Anwesen längere Zeit in den Händen einer Familie. Damals übernahm das Ehepaar Josef und Josefa Popp das Haus. Josef Popp arbeitete als Schneider. Er übergab 1950 seine Werkstatt an den Sohn Georg Popp, der in den Räumlichkeiten einen Laden eröffnete. 1984 lebte hier Franz Popp. Die Familie Popp besitzt das Haus noch heute. Zeitweise bestanden allerdings in den Räumlichkeiten im Erdgeschoss Werkstätten und Dienstleistungsgeschäfte. Unter anderem war hier eine Goldschmiede untergebracht.

## Beschreibung
Das Haus Badgasse 3 wird vom Bayerischen Landesamt für Denkmalpflege als Baudenkmal eingeordnet. Untertägige Reste von Vorgängerbauten sind als Bodendenkmal vermerkt. Daneben ist das Haus Teil des Ensembles Altstadt Volkach und vermittelt zwischen dem Marktplatz und der Kirchgasse. Es präsentiert sich als zweigeschossiges, giebelständiges Eckhaus. Das Erdgeschoss wurde massiv errichtet, während das Obergeschoss aus Fachwerk gestaltet wurde. Es ist allerdings heute verputzt.
Ähnlich wie am benachbarten Haus Badgasse 2, Schulgasse 1 besitzt auch das Haus Badgasse 3 ein vorkragendes Obergeschoss. Der Effekt wird durch ein Rundbogenfries der Errichtungszeit erreicht, das auf künstlerischen Konsolen aufgerichtet wurde. Das Haus schließt mit einem steilen Satteldach ab. Im Laufe der Jahrhunderte nahm man viele Veränderungen an der Bausubstanz vor. Die Aufteilung des Baus blieb allerdings unverändert. Ein Umbau von 1950 sorgte für die Auftragung der heute noch vorhandenen Putzschicht.